# Попов, Александр Николаевич (художник)
Александр Николаевич Попов (1885, Российская империя — 1942, Ленинград) — русский и советский художник-пейзажист.

## Биография
Учился в Императорской Академии художеств в 1909—1916 годах у русского пейзажиста Н. Дубовского. По окончании академии получил звание художника живописи. Жил и работал в Петрограде (Ленинграде).
Был экспонентом ТПХВ — на 46-й выставке товарищества (Петроград, 1917 — Москва, 1918) было представлено его четыре картины. В советское время стал членом «Ленинградского Союза советских художников» (ЛССХ).
Умер в 1942 году во время блокады Ленинграда. Произведения художника хранятся в музеях России, Украины и частных собраниях Европы.